# Heidi Schmidt
Heidi Schmidt (* 13. Juli 1972 in Wolfsburg als Heidi Jäkel; † 3. Januar 2010 ebenda) war eine deutsche Schriftstellerin und Kinder- und Jugendbuchautorin.

## Leben
Heidi Schmidt wurde als zweites von vier Kindern geboren. Bereits kurz nach ihrer Geburt wurde bei ihr ein Herzfehler festgestellt, eine gesundheitliche Benachteiligung, die sie zeit ihres Lebens begleitete. Im April 1991 erhielt sie eine Herz-Lungen-Transplantation. 1992, nach Unterricht bei einem Privatlehrer, machte sie extern ihr Abitur. Im selben Jahr heiratete sie Mathias Schmidt, mit dem sie zusammen in Minden eine Ausbildung zur Diakonin begann, die sie aber aus gesundheitlichen Gründen abbrechen musste. Anschließend arbeitete sie in Kindergärten und leitete Jungscharen und Kindergottesdienste.
Sie begann, anfangs nebenbei, Kinder- und Jugendbücher zu schreiben, in die sie ihre vielfältigen Erfahrungen aus der Arbeit in christlichen Kinder- und Jugendkreisen integrierte. Sie schilderte unter anderem die medizinischen und sozialen Probleme schwerkranker Kinder, auch vor dem Hintergrund ihres christlichen Glaubens, in dem sie nach eigenem Bekunden ihre Kraft fand.
Heidi Schmidt war Rollstuhlfahrerin. Sie wohnte und arbeitete in Rühen im Landkreis Gifhorn.
Im Januar 2010 erlag sie ihrer schweren Krankheit.
Die Autorin ist nicht identisch mit einer 1943 geborenen feministischen Autorin gleichen Namens. (Siehe Diskussionsseite.)

## Werke
- Mircos letzte Chance, ISBN 3-87982-202-6
- Keiner fälscht wie Rainer, ISBN 3-87982-181-X
- Philipp will es wissen, ISBN 3-87982-207-7
- Warum nur, Onkel Sigi?, ISBN 3-87982-706-0
- Eine ungewöhnliche Freundschaft, ISBN 3-87982-715-X
- Kaira gibt nicht auf, ISBN 3-87982-708-7
- Danias, der Träumer, ISBN 3-87982-761-3
- Yannik lässt sich nicht aufhalten, ISBN 3-87982-769-9
- Kerrit, der Superstar, ISBN 3-87982-776-1
- Paulus Tagebuch., ISBN 3-86122-482-8, Francke, 2000
- Paulas Tagebuch 2: ... und weiter geht's., ISBN 3-86122-491-7, Francke, 2001
- Paulas Tagebuch 3: ... und noch mehr Katastrophen., ISBN 978-3-86122-514-0, Francke, 2001
- Paulas Tagebuch 4: ... und wieder ein neues Jahr!., ISBN 3-86122-575-1, Francke, 2002
- Paulas Tagebuch 5: ... wieder mal voll das Chaos!., ISBN 3-86122-603-0, Francke, 2003
- Paulas Tagebuch 6: ... manches ändert sich doch!., ISBN 3-86122-653-7, Francke, 2003
- Typisch Paula!., ISBN 3-86122-783-5, Francke 2005
- „Wieder mal typisch Paula!“., ISBN 3-86122-814-9, Francke, 2006
- Paulas Matsch-Tagebuch., ISBN 978-3-86122-859-2, Francke, 2006
- Paulas Hochzeitstagebuch., ISBN 978-3-86827-004-4, Francke, 2008
- Paula „on stage“., ISBN 3-86122-714-2, Francke, 2004
- Sind wir nicht alle ein bisschen... Paula?: Mein ganz persönliches Chaos., ISBN 3-86122-715-0, Francke, 2004
- Best Of Paula., ISBN 978-3-86827-283-3, Francke, 2011
- Ausgerechnet Tobi!, ISBN 3-7655-6658-6
- Kein Wort zu Benny!, ISBN 3-7655-6621-7
- Der lebendige Bestseller

### Hörspiele
- (K)eine Chance für Korwitt., Verlag der Liebenzeller Mission 411.063, 2001 (Hörspiel nach ihrem Buch Warum nur Onkel Sigi?)
- Keiner fälscht wie Rainer., VLM 411.062